# Liniparhomaloptera
Liniparhomaloptera is een geslacht van straalvinnige vissen uit de familie van de steenkruipers (Balitoridae).

## Soorten
- Liniparhomaloptera monoloba (Mai, 1978)
- Liniparhomaloptera obtusirostris Zheng & Chen, 1980